# Țîbulivka, Trosteaneț
Țîbulivka (în ucraineană Цибулівка) este o comună în raionul Trosteaneț, regiunea Vinnița, Ucraina, formată numai din satul de reședință.

## Demografie
Componența lingvistică a satului Țîbulivka
     Ucraineană (98,15%)
     Rusă (1,69%)
     Alte limbi (0,16%)
Conform recensământului din 2001, majoritatea populației satului Țîbulivka era vorbitoare de ucraineană (98,15%), existând în minoritate și vorbitori de rusă (1,69%).